# Sorkheh
Sorkheh of Surkheh (Perzisch: سرخه) is een stad in en de hoofdstad van Sorkheh in de provincie Semnān in Iran. Bij de telling van 2006 was het aantal inwoners 9062 verdeeld over 2686 families. In de stad wordt Sorkhei gesproken, een Semnani taal.

## Geboren in Sorkheh
- Hassan Rohani (1948), 7e president van Iran[3] (2013-2021)